# Schismatoglottis bauensis
Schismatoglottis bauensis là một loài thực vật có hoa trong họ Ráy (Araceae). Loài này được A.Hay & C.Lee mô tả khoa học đầu tiên năm 2000.